# 傘弄蝶屬
傘弄蝶屬（學名：Bibasis）是弄蝶科豎翅弄蝶亞科中的一個屬，包含了4個物種，分佈於東洋界。成蟲在白天活動。

## 種系發生
以前更廣義的鉤紋弄蝶屬被學者分拆成兩個屬級分類，另一個名為傘弄蝶屬（Burara），兩屬的演化支為姊妹群，於2400萬年前各自演化。

## 形態
成蟲中到大型。前翅中室短於前翅後緣，2A脈微二波狀，R1脈起點在Cu1脈基部，後翅Rs脈起點靠近Cu2脈而遠距Cu1脈，M2脈明顯。雄性後足脛節有一撮毛，被有光澤的鱗片所遮蓋。雄性前翅如有性標，由很細的毛組成。雄外生殖器的鉤形突二叉狀，基軛片呈V形。

## 寄主
- 使君子科：風車藤屬
- 金虎尾科：飛鳶果屬
- 紫茉莉科：腺果藤屬

## 物種
- 紅毛傘弄蝶 B. iluska
- B. mahintha
- B. nestor
- 鉤紋傘弄蝶 B. sena

## 腳註
- 「弄蝶屬」一名在台灣是指Burara（其他中華地區稱暮弄蝶屬），在其他中華地區是指Bibasis（在台灣稱鉤紋弄蝶屬）。

## 文獻
- Vane-Wright RI, and de Jong R. 2003. The butterflies of Sulawesi: annotated checklist for a critical island fauna. Zoologische Verhandelingen 343: 1-267.

## 外部連結
- 维基共享资源上的相關多媒體資源：傘弄蝶屬